# خلط (تمر)
الخلط، هو اسم عام يطلق على مجموعة من أنواع التمور التي تنتج بواحات الجنوب التونسي، تختلف من حيث لونها وشكلها وطعمها، وما يجمع بينها هو أنها جافة وتكون صالحة للتخزين. 